# دامک علی‌آباد
دامک علی‌آباد ، روستایی از توابع بخش مرکزی شهرستان تفت در استان یزد ایران است.

## جمعیت
این روستا در دهستان علی‌آباد قرار دارد و براساس سرشماری مرکز آمار ایران در سال ۱۳۸۵، جمعیت آن ۱۱۴ نفر (۳۶خانوار) بوده‌است. این دهستان طولانی‌ترین مسیر نخل برداری بدون وقفه در کل ایران را داراست (حدوداً ۵ کیلومتر)